# Hallam Tennyson
Hallam Tennyson, 2. baron Tennyson (ur. 11 sierpnia 1852 w Twickenham, Anglia, zm. 2 grudnia 1928 w Wight) – brytyjski arystokrata i polityk, w latach 1903–1904 gubernator generalny Australii.

## Życiorys
Urodził się jako syn Alfreda Tennysona, jednego z najbardziej znanych brytyjskich poetów swoich czasów. Uczył się w Marlborough College, a następnie ukończył Trinity College na Uniwersytecie Cambridge . Musiał porzucić plany kariery naukowej, aby zostać sekretarzem i opiekunem swoich sędziwych rodziców. W 1883 stał się członkiem Ligi Federacji Imprerialnej, organizacji wspierającej politykę kolonialną Josepha Chamberlaina. Związki te oraz siła nazwiska pozwoliły mu uzyskać w 1899 nominację na gubernatora Australii Południowej, a następnie gubernatora generalnego Australii, którym został w 1903. Na własną prośbę mianowano go na zaledwie roczną kadencję, co wiązało się m.in. z wysuwanymi wobec niego zarzutami o brak niezbędnego na takim stanowisku doświadczenia politycznego.
Po powrocie do Anglii zamieszkał na wyspie Wight, gdzie w 1913 został zastępcą gubernatora. Żył tam aż do śmierci.